# Juary Soares
Juary Soares (sinh ngày 20 tháng 2 năm 1992) là một cầu thủ bóng đá người Guiné-Bissau thi đấu ở vị trí hậu vệ. Anh hiện tại thi đấu cho Mafra.

## Sự nghiệp câu lạc bộ
Vào ngày 13 tháng 1 năm 2013, Juary có màn ra mắt cùng với Sporting B trong trận đấu tại Giải bóng đá hạng nhất quốc gia Bồ Đào Nha 2012–13 trước Oliveirense.

## Sự nghiệp quốc tế
Juary Soares sinh ra ở Guiné-Bissau, nhưng lớn lên ở Bồ Đào Nha. Anh được triệu tập vào Đội tuyển bóng đá quốc gia Guiné-Bissau tham gia Vòng loại Cúp bóng đá châu Phi 2017 trước Kenya, và có màn ra mắt trong chiến thắng 1-0. Vòng loại diễn ra thành công và tại trận ra mắt tại Cúp bóng đá châu Phi cho Guiné-Bissau, Juary Soares ghi bàn thắng gỡ hòa trong phút bù giờ trước chủ nhà Gabon.

### Bàn thắng quốc tế
Tỉ số và kết quả liệt kê bàn thắng của Guiné-Bissau trước.
| Bàn thắng | Ngày                | Địa điểm                                 | Đối thủ | Tỉ số | Kết quả | Giải đấu                  |
| --------- | ------------------- | ---------------------------------------- | ------- | ----- | ------- | ------------------------- |
| 1.        | 14 tháng 1 năm 2017 | Sân vận động Angondjé, Libreville, Gabon | Gabon   | 1–1   | 1–1     | Cúp bóng đá châu Phi 2017 |